# 蔚州镇
蔚州镇，是中华人民共和国河北省张家口蔚县下辖的一个乡镇级行政单位。

## 行政区划
蔚州镇下辖以下地区：
东关外街社区、一街社区、二街社区、三街社区、四街社区、五街社区、六街社区、七街社区、八街社区、西关街社区、南关西街社区、南关东街社区、东关街社区、前进东路社区、三泉庄村、李堡子村、稻地村、逢驾岭村、南张庄村、南樊庄村、北樊庄村、苗庄村、东七里河村、西七里河村、仰庄村、大泉坡村、纸店头村、太平庄村和下关村。